# Nielles-lès-Bléquin
Nielles-lès-Bléquin é uma comuna francesa na região administrativa de Altos da França, no departamento de Pas-de-Calais. Estende-se por uma área de 12,72 km². Em 2010 a comuna tinha 878 habitantes (densidade: 69 hab./km²).